# 우주선 파쇄
우주선 파쇄(Cosmic ray spallation)는 자연적으로 일어나는 핵분열 및 핵합성 과정을 의미한다. 다른 말로, 우주선이 어떤 원소에 충돌하면서 새로운 원소가 형성되는 과정을 일컫는다. 우주선은 지구 외부에서 날아오는 고에너지 입자로, 전자에서 감마선에 이르기까지 넓은 범위를 지니고 있다. 우주선 내부의 고속 입자, 일반적으로는 양성자가 다른 물질이나 다른 우주선과 충돌할 때 파쇄가 일어난다. 충돌의 결과로 원래의 물질로부터 많은 수의 핵자(양성자와 중성자)가 방출되게 된다. 이 과정은 깊은 우주에서만 발생하는 것이 아니라, 지구의 상부 대기에서도 발생한다.
우주선 파쇄는 리튬이나 붕소같은 가벼운 원소를 형성한다. 이 과정은 1970년대 우연히도 발견되었다. 그당시는 중수소를 생성하는 방식에 대해 많은 연구가 진행되고 있었으며, 우주선 파쇄가 가능한 하나의 방법으로 추측되고 있었다. 하지만 이후, 우주선 파쇄는 많은 양의 중수소를 형성할 수 없으며, 대신 리튬이나 붕소를 생성할 수 있다는 것이 밝혀졌다. 알루미늄, 베릴륨, 염소, 아이오딘, 네온의 동위원소 역시 우주선 파쇄로 만들어진다.

## 같이 보기
- 천체물리학
- 우주선
- 핵분열
- 핵합성
- 파쇄